# جون كليبورن (سياسي)
جون كليبورن هو سياسي أمريكي، ولد في 1777 في مقاطعة برونزويك في الولايات المتحدة، وتوفي بنفس المكان في 9 أكتوبر 1808. نشط حزبياً في الحزب الجمهوري الديمقراطي. وقد انتخب عضو مجلس نواب الولايات المتحدة عن ولاية فرجينيا ‏ وانتخب عضو مجلس النواب الأمريكي ‏.